# Fernando López
Fernando López López (ur. 7 lutego 1984 w La Piedad) – meksykański piłkarz występujący na pozycji środkowego obrońcy, trener piłkarski.